# Blow Up the Outside World
Blow Up the Outside World är en låt av Soundgarden, komponerad av Chris Cornell. Den utgavs som singel 1996 och utgör den tredje singeln från albumet Down on the Upside. Låten nådde förstaplatsen på Hot Mainstream Rock Tracks. Musikvideon, som regisserades av Devo-medlemmen Gerald Casale, uppvisar influenser från A Clockwork Orange.

## Medverkande
- Chris Cornell – sång, kompgitarr
- Kim Thayil – sologitarr
- Ben Shepherd – basgitarr, bakgrundssång
- Matt Cameron – trummor, bakgrundssång